# كان فرديناند
كان فرديناند (بالإنجليزية: Kane Ferdinand)‏ (7 أكتوبر 1992 بنيوهام في المملكة المتحدة - ) هو لاعب كرة قدم بريطاني في مركز الوسط. شارك مع منتخب جمهورية أيرلندا تحت 19 سنة لكرة القدم ومنتخب جمهورية أيرلندا تحت 21 سنة لكرة القدم ومنتخب جمهورية أيرلندا لكرة القدم. أما مع النوادي، فقد لعب مع نادي بيتربورو يونايتد ونادي ساوثيند يونايتد ونادي لوتون تاون ونادي نورثامبتون تاون ونادي تشيلتنهام تاون لكرة القدم وداغنهام وريدبريدج.

## وصلات خارجية
- كان فرديناند على موقع الاتحاد الأوربي (الإنجليزية)
- كان فرديناند على موقع قاعدة بيانات كرة القدم.إي يو (الإنجليزية)
- كان فرديناند على موقع Soccerbase.com (لاعب) (الإنجليزية)
- كان فرديناند على موقع Soccerway.com (الإنجليزية)